# Egon Frid
Stig Egon Frid, född 15 mars 1957 i Skarstad, är en svensk politiker (vänsterpartist). Han var ordinarie riksdagsledamot 2006–2010, invald för Västra Götalands läns östra valkrets.

## Biografi
Frid kommer ursprungligen från Skarstads socken i Vara kommun och har varit bosatt i Skövde i 33 år innan flytt till Vara 2014.
Han har varit aktiv som kommunpolitiker i Skövde kommun 1983–2014 och regionpolitiker i Västra Götalandsregionen som hälso- och sjukvårdspolitiker 1999–2006 samt ledamot i Västtrafiks styrelse och Folkhälsokommittén. Från 1 januari 2011 var han ledamot i regionens Regionutvecklingsnämnd och efter valet 2014 ordinarie ledamot i regionfullmäktige och från 1 januari 2015 ledamot i Kollektivtrafiknämnden. Frid är även ledamot av kommunfullmäktige i Vara kommun.

### Riksdagsledamot
Frid var ordinarie riksdagsledamot 2006–2010. I riksdagen var han ledamot i civilutskottet 2006–2010 och suppleant i trafikutskottet. Han var även kvittningsperson för Vänsterpartiet 2006–2010.
I november 2009 uppmärksammades Frid efter en intervju med TV4:s Kalla fakta, där han skrivit på en lista/upprop för en oberoende undersökning av 11 september-attackerna. Detta ledde till uppståndelse i medierna eftersom arrangörerna bakom detta upprop var Sanningsrörelsen. Frid hävdade i reportaget att han inte visste om att Sanningsrörelsen låg bakom uppropet och förklarade att hans syfte med att skriva på var att han ville ha en oberoende undersökning av terrorattacken kring 9/11.